# Бриджмен, Джеральд, 6-й граф Брэдфорд
Джеральд Майкл Орландо Бриджман, 6-й граф Брэдфорд (англ. Gerald Bridgeman, 6th Earl of Bradford; 29 сентября 1911 — 30 августа 1981) — британский пэр и военный. Он носил титул учтивости — виконт Ньюпорт с 1915 по 1957 год.

## Предыстория
Родился 29 сентября 1911 года. Единственный сын Орландо Бриджмана, 5-го графа Брэдфорда (1873—1957), и его жены достопочтенной Маргарет Сесилии Брюс (1882—1949), старшая дочь Генри Брюса, 2-го барона Абердэра . В 1957 году он сменил своего отца на посту графа . Бриджмен получил образование в школе Харроу, а затем поступил в Тринити-колледж в Кембридже, который окончил со степенью бакалавра гуманитарных наук в 1932 году. В 1961 году он получил степень магистра гуманитарных наук в Тринити-колледже.

## Карьера
Бриджмен был зачислен в 1938 году в Шропширский йоменский полк, Королевский бронетанковый корпус, входящий в состав Территориальной армии, и сражался в составе полка в составе Королевской артиллерии в Италии во время Второй мировой войны . Он упоминался в донесениях и был награждён Территориальным орденом . После выхода в отставку в 1962 году ему было присвоено звание капитана.
Избранный в 1955 году, Бриджман в течение двух лет был президентом Ассоциации сельских землевладельцев. В 1975 году он получил Золотую медаль Бледисло для землевладельцев от Королевского сельскохозяйственного общества Англии.
Бриджман был мировым судьей Шропшира с 1949 года, а два года спустя стал заместителем лейтенанта этого графства. Он был назначен комиссаром по делам короны в 1956 году , и занимал эту должность до 1968 года . В 1970 году он был назначен вице-лордом-лейтенантом.
Он владел землей в замке Бромвич, Уорикшир.

## Семья
31 октября 1946 года он женился на Мэри Уиллоби Монтгомери (21 сентября 1918 — ноябрь 1986), старшей дочери подполковника Томаса Хассарда Монтгомери и Эстер Фрэнсис Дэймс-Лонгворт. У них было четверо детей:
- Ричард Томас Орландо Бриджман, 7-й граф Брэдфорд (род. 3 октября 1947), старший сын и преемник отца.
- Леди Серена Мэри Бриджмен (1 июля 1949 — 16 января 2001), в 1978 году вышла замуж за Ричарда Эндрю (? — 2000) и развелась в 1989 году. Покончила жизнь самоубийством, приняв парацетамол[10].
- Леди Кэролайн Луиза Бриджмен (род. 18 апреля 1952), в 1974 году вышла замуж за Брайана Гарнелла. У них четверо детей:
  - Тара Серена Клэр Гарнелл (род. 21 октября 1983)
  - Томас Генри Майкл Гарнелл (род. 1986)
  - Бенедикт Чарльз Орландо Гарнелл (род. 1990)
  - Дэниел Джеральд Орландо Гарнелл (род. 1993)
- Достопочтенный Чарльз Джеральд Орландо Бриджмен (род. 25 июня 1954), в 1982 году женился на Николе Сейлс. У них трое сыновей:
  - Джеймс Эдвард Чарльз Орландо Бриджмен (род. 22 марта 1978)
  - Роберт Джеральд Орландо Бриджман (род. 19 мая 1983)
  - Николас Фрэнсис Орландо Бриджман (род. 2 июня 1991).

Джеральд Бриджмен умер в 1981 году, и его титулы унаследовал его старший сын Ричард.